# Hökumə Qurbanova

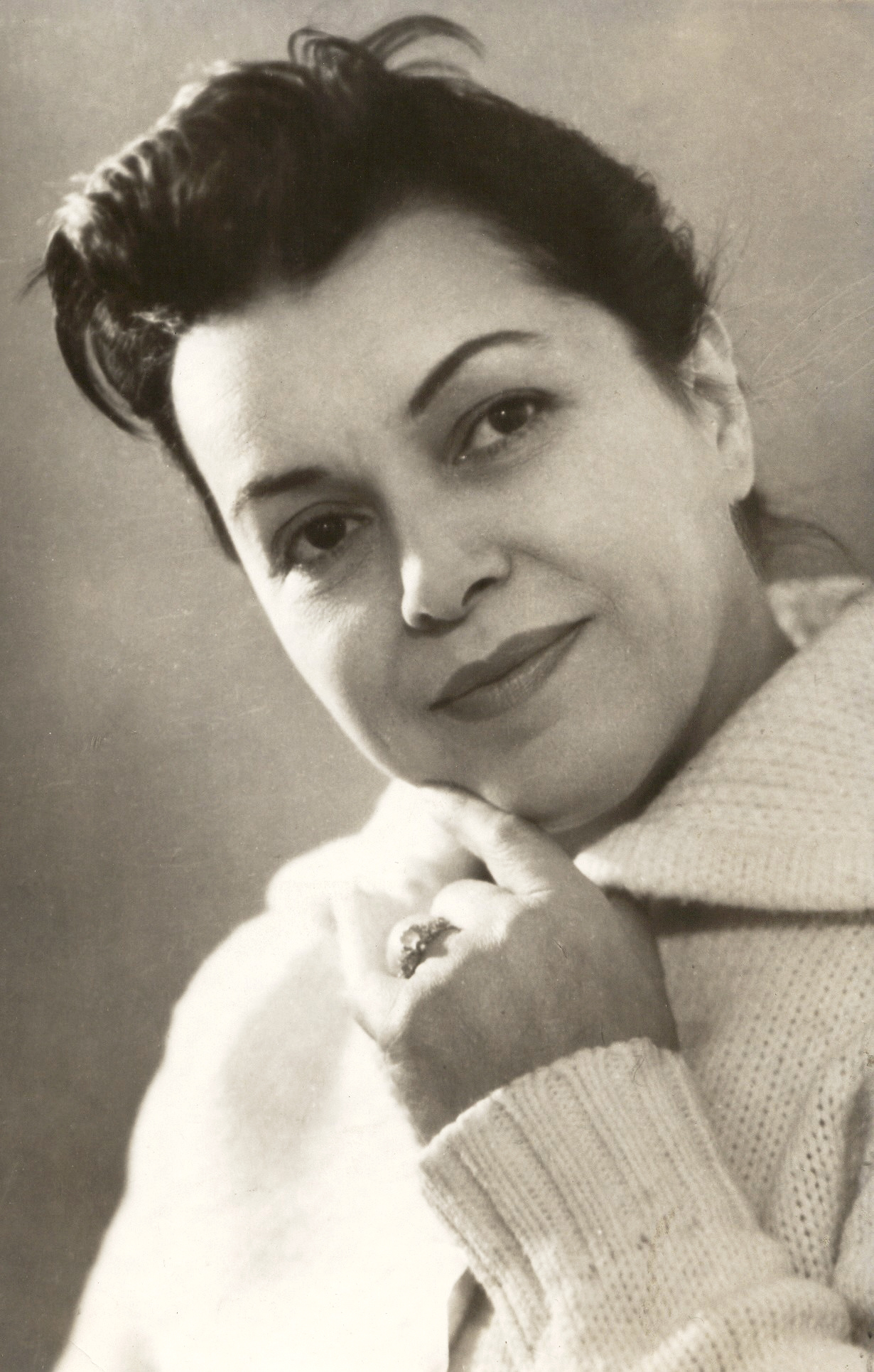
Hökumə Qurbanova

Hökümə Abbas qızı Qurbanova (eingedeutscht Hökümä Gurbanowa; * 29. Mai 1913 in Baku; Gouvernement Baku, Russisches Kaiserreich; † 2. November 1988 ebenda, Aserbaidschanische SSR, UdSSR) war eine aserbaidschanisch-sowjetische Film- und Theaterschauspielerin.

## Biographie
Qurbanova absolvierte 1931 die Hochschule für Lehrerbildung in Baku. Anschließend nahm sie für ein Jahr Klavierunterricht an der Musikakademie Baku.
Ihre schauspielerische Karriere begann Qurbanova 1933 im Filmstudio “Aserbaidschanfilm”. Sie bekam eine Rolle in einem der ersten sowjetisch-aserbaidschanischen Spielfilme “Almas”, für die sie vom Drehbuchautor und Schriftsteller Cəfər Cabbarlı persönlich ausgewählt wurde.
Ab 1938 spielte Qurbanova am Akademischen Drama-Theater (heute Aserbaidschanisches Staatliches Akademisches Nationales Drama-Theater). Ihr wurden unter anderem dramatische und komödiantische Rollen anvertraut.
Qurbanova war Mitglied des Verbandes der Kinematographen der Aserbaidschanischen SSR und saß als Abgeordneter im Obersten Sowjet der Aserbaidschanischen SSR der 7., 8. und 9. Einberufung.
Qurbanova starb am 2. November 1988 und wurde auf der Ehrenallee von Baku, genannt Fəxri Xiyaban beigesetzt.

## Privates
Qurbanova war zweimal verheiratet. Aus der zweiten Ehe stammte die Tochter Wafa Fatullayeva, die wie ihre Mutter Schauspielerin wurde und 1987 – ein Jahr vor dem Tod ihrer Mutter – an Krebs starb.

## Auszeichnungen
Qurbanova wurde im Laufe ihrer schauspielerischen Laufbahn mehrfach ausgezeichnet. 1960 wurde sie zunächst Volkskünstlerin der Aserbaidschanischen SSR, danach 1965 Volkskünstlerin der UdSSR. Zudem erhielt sie unter anderem den Leninorden, Orden des Roten Banners der Arbeit, Ehrenzeichen der Sowjetunion etc.